# روزهای آرزو
روزهای آرزو یک مجموعه تلویزیونی محصول سال ۱۳۸۰ به کارگردانی شاهرخ حمیدی مقدم می‌باشد که از شبکه یک پخش شد. این مجموعه در ۱۳ قسمت تهیه شد.

## بازیگران
- مینا نوروزی
- مینا جعفرزاده
- هایده حائری
- ناصر گیتی جاه
- داریوش اسدزاده
- محمدعلی ورشوچی
- رامین ناصرنصیر
- بهارک بابک
- بهنام نجات مهر
- بهنوش بختیاری
- بیوک میرزایی
- حسین پناهی
- حمید دلشکیب
- زهره فکورصبور
- زهره مجابی
- سعیده عرب
- سیامک اشعریون
- شهریار کلهر
- علی اصغر طبسی
- علی عمرانی
- فرشته رضائی
- محمد جمیل
- مرتضی اکبری
- ملکه رنجبر
- منصور والامقام
- مهشاد مخبری
- نیلوفر دوستی